# Friedrich Hartmann Graf
Friedrich Hartmann Graf (ur. 23 sierpnia 1727 w Rudolstadt, zm. 19 sierpnia 1795 w Augsburgu) – niemiecki kompozytor i flecista.

## Życiorys
Syn Johanna. Uczył się kompozycji i gry na flecie u ojca oraz gry na kotłach u Johanna Georga Käsemanna. Od 1746 roku służył w wojsku jako dobosz. W trakcie wojny o sukcesję austriacką został ranny i dostał się do niewoli wroga. Po wystąpieniu z armii w latach 1759–1766 przebywał w Hamburgu, występując jako solista i dyrygent. Od 1769 do 1772 roku służył na dworach w Steinfurcie i Hadze. W 1772 roku został dyrektorem muzycznym w kościele ewangelickim i gimnazjum św. Anny w Augsburgu. Przyczynił się do ożywienia życia muzycznego w mieście, od 1779 roku organizował amatorskie koncerty publiczne. W 1777 roku gościł u niego Wolfgang Amadeus Mozart. Od 1779 roku był członkiem Królewskiej Akademii Muzycznej w Sztokholmie. Od 1783 do 1784 roku przebywał w Londynie, wspólnie z Wilhelmem Cramerem dyrygując gościnnie Professional Concerts. Doktor honoris causa Uniwersytetu Oksfordzkiego (1789).
Skomponował 2 symfonie, 2 oratoria, 3 kantaty, 7 koncertów fletowych, 30 kwartetów fletowych, 12 kwartetów smyczkowych, 6 sonat triowych, 6 duetów.